# YET
YET ( Youth Europe en Theatre) is een Europees theateruitwisselingsproject voor studenten tussen de 15 en 18 jaar dat begon in het Nederlandse Noordwijkerhout. Het heeft meerdere participanten gehad zoals Griekenland, Italië en Finland. Het project vindt elk jaar plaats wanneer een van de deelnemende steden de andere twee of een groep(en) ontvangt. Tijdens het project verblijven de deelnemers bij gastgezinnen om kennis te maken met de cultuur en manier van leven van het gastland. 